# گل سگ‌دندان
گل سگ دندان (نام علمی: Erythronium caucasicum) یکی از گونه‌های سردهٔ بنفشه سگ‌دندان است. سردهٔ سگ دندان گیاهان پیازداری هستند که دارای دو برگ متقابل است. گل‌های آن درشت و واژگون با قطعات گلپوش برگشته به سمت بالا و دارای قاعده ای زنگوله ای شکل هستند. میوهٔ آن نیز کپسول چند دانه است. این جنس در حدود ۲۵ گونه در اروپا، نواحی معتدل آسیا و آمریکای شمالی دارد.
در ایران فقط یک گونه از آن به نام گل سگ دندان یافت می‌شود. گل سگ دندان در حدود ۱۰ تا ۱۵ سانتیمتر ارتفاع دارد گیاه کوچک بسیار زیبایی است که دارای دو برگ با لکه‌های قهوه‌ای است. پهنای این برگ‌ها که در سطح خاک قرار گرفته‌اند به ۴ سانتیمتر می‌رسد و طول گلپوش گل‌های منفرد آن نیز از ۳ تا ۴ و نیم سانتیمتر تغییر می‌کند. در جنگل‌های راش و در ارتفاعات ۷۰۰ تا ۱۲۰۰ متری و در سمت شمالی سلسله جبال البرز می‌روید. زمان گلدهی دی و فروردین ماه است.